# 동고트 왕국
동고트 왕국(Ostrogothic Kingdom)은 493년 게르만족의 일파인 동고트족의 왕국으로, 정식 국호는 이탈리아 왕국(라틴어: Regnum Italiae)이다. 테오도리크 대왕이 동로마 제국의 황제 제노의 지원을 받아서, 이탈리아의 오도아케르를 몰아내고 건설하였다. 552년 동로마 제국의 유스티니아누스 1세 황제의 고토 회복 야망에 의해 나르세스를 필두로 정복되었다.

## 역사

### 왕국 성립 이전
고트족은 3세기 이전까지는 한 민족이었으나 그 때를 전후해 동고트족과 서고트족으로 나뉘었다. 두 부족은 로마인들이 마르스라 부른 전신을 숭배하는 등 문화적으로 동질했다. 3세기 무렵 서고트족은 로마 제국의 다키아 속주로 이주했고, 동고트족은 흑해 연안에 왕국을 건설했다.
370년대 훈족의 대두는 동고트족을 지배 민족에서 피지배민족으로 바꾸었다. 훈족의 침입에 맞서 당시 동고트 왕 에르마나리크는 몇 차례 용감하게 싸웠으나 결국 패배한 뒤 110세의 나이로 자살했다. 얼마 뒤 그의 후계자도 승산없는 훈족과의 전투를 벌이다가 죽었다. 서고트 왕 프리티게른(Fritigern)이 도나우강 너머로 재이주할 것을 권유하게 만든 계기가 되었다.
이후 수십 년간 동고트족은 발칸반도에서 훈족과 공존, 451년 샬롱(Chalons)의 전투에서처럼 훈족의 전쟁 도구로 사용되었다. 동고트족은 수차례에 걸쳐 반란을 일으켰으나 제압되었다. 훈족과의 교류에서 동고트족이 얻은 것이라고는 훈족의 기마문화를 도입하게 된 정도였다.
일부 사료에 따르면 고트어는 크림반도 일대에서 16세기까지 사용되었다고 한다.

### 훈족 도래 이후
동고트족의 기록된 역사는 아틸라의 죽음과 함께 훈족 지배가 붕괴되며 시작된다. 454년 동고트의 테오디미르(Theodimir) 왕은 아틸라의 아들들이 이끄는 훈족 군대를 네다오(Nedao)의 전투에서 싸워 승리했다.
동고트족인 이후 동로마 제국과의 관계를 맺고 판노니아 속주에 정착하게 되었다. 5세기 후반동안 동고트족은 동로마 제국과 우호적인 관계를 유지하려 노력했다.

### 테오도릭 대왕
테오도릭 대왕은 네다오의 전투가 끝난 지 얼마 되지 않은 454년 테오데미르(Theodemir)의 아들로 태어났다. 테오도릭은 유년기를 콘스탄티노폴리스에서 인질로 보내며 양질의 교육을 받았다. 테오도릭은 로마의 귀족 칭호와 집정관 직위 등 로마식 관직으로 치장되어 있었으나 실제로는 동고트족의 왕으로 행동했다.
488년, 테오도릭은 제논의 위임을 받고 이탈리아를 오도아케르로부터 수복하러 나서 493년 오도아케르의 수도였던 라벤나를 점령하고 손수 오도아케르를 죽였다. 동고트족의 지배는 이탈리아, 시칠리아, 달마티아와 알프스 이남까지 미쳤으며, 기록에 따르면 이 전쟁중에 동-서고트족이 다시 합쳐지기 시작했다고도 한다. 세력의 정점에서 테오도릭이 툴루즈의 서고트 왕국의 섭정이 되며 그의 영향력은 갈리아의 많은 부분과 스페인 거의 전체에 미쳤다.
부이으(Vouille)의 전투에서 테오도릭의 사위인 알라릭 2세(Alaric II)가 전사한 이후 동고트의 왕은 그의 손자 알라마릭(Alamaric)의 보호자로서 스페인과 갈리아의 남은 고트 세력의 지배권을 유지하게 되었다. 테오도릭이 살아있는 동안 서고트족은 그 아래에서 연합해 있었고, 프랑크족을 제외한 다른 모든 게르만 부족들을 보호령으로 만들었다.
테오도릭 치세의 동고트족은 헤르마나릭(Hermanaric) 때보다 더 넓은 판도를 펼쳤으나, 그 성격은 판이하게 달랐다. 테오도릭은 동고트족의 왕으로 있으면서 공식적인 황제 칭호를 받지 못한 서로마 제국의 계승자로 행동했다. 고트족과 로마인들은 이탈리아에서 서로 자신들의 법에 따라 다르게 지배받았다.
이 시대의 고트족은 이탈리아 북부에 주로 자리잡았으며, 남부에는 몇몇 진지를 설치하는 정도에 불과했다. 실권은 고트 왕에게 주어졌으나 로마에서는 아직도 명예직으로 집정관이 선출되었으며, 모든 로마의 옛 기관들이 계속 작동했다. 이 체제는 테오도릭 사후 무너지기 시작했다.

### 붕괴
526년 테오도릭의 죽음과 함께 동-서 고트족은 다시 분열되었다. 알라마릭은 스페인과 셉티마니아(Septimania)의 고트 왕국을 계승했으며, 프로방스는 새로운 동고트 왕 아탈라릭에게 귀속되었다. 이후 동고트 왕국은 암살과 왕위 찬탈이 이어졌다.
유스티니아누스 1세는 동고트 내의 위기를 서로마 제국을 재건하려는 기회로 삼아, 535년 벨리사리우스에게 군권을 위임해 동고트 왕국을 공격하게 했다. 벨리사리우스는 빠르게 시칠리아를 점령하고 이탈리아에 상륙해 536년 나폴리와 로마를 점령했다. 이후 계속 북진해 밀라노와 동고트 수도 라벤나를 540년 점령했다.
유스티니아누스는 동고트 왕국을 이탈리아 북서부에 존속하게 하는 대신 재정의 절반을 넘기게 하는 것으로 강화를 맺었다. 벨리사리우스는 이 조치에 만족하지 않았고, 고트족들조차 그 뒤에 무슨 음모가 있는 게 아닌가 의심했으나 결국 그대로 교섭이 이루어졌다. 에라릭(Eraric)을 리더로 한 고트족의 귀족들은 패배한 왕 비티게스를 벨리사리우스에게 넘기고 그에게 왕위를 넘겼다.
유스티니아누스는 이에 분노했다. 동로마 제국은 그때 동쪽으로부터 사산 제국의 공격을 받고 있었고, 유스타시아누스는 벨리사리우스를 페르시아 전선에 투입했다. 이탈리아는 동로마 제국의 장교인 존(John)에게 맡겨졌다.
545년 벨리사리우스가 이탈리아로 돌아왔을 때 상황은 많이 달라져 있었다. 에라릭은 살해되었고 고트 내의 친로마파는 무너져 있었다. 541년 고트족은 토틸라를 왕으로 뽑아 이탈리아 북부를 점령하고 동로마군을 로마에서 몰아낸 상태였다. 벨리사리우스는 토틸라를 맞아 공세로 들어갔으나, 그의 반란을 염려한 유스티니아누스가 지원과 보급을 끊어버려 수세로 돌아설 수밖에 없게 되었다. 548년 동고트 전선은 환관 장수 나르세스에게 넘겨졌다.
나르세스는 유스티니아누스를 실망시키지 않았다. 552년 타기나이의 전투에서 토틸라가 전사했고, 테이아, 알리게른(Aligern), 스키푸아르(Scipuar), 기발(Gibal) 등의 남은 고트 세력은 552년 혹은 553년 몬스 락타리우스의 전투에서 전멸했다. 고트 귀족 비딘(Widin)은 550년대에 고트 부흥운동을 펼쳤으나 결국 실패, 561년 혹은 562년에 콘스탄티노폴리스로 압송되었다.
비딘의 실패를 끝으로 동고트의 이름은 역사에서 사라졌다. 갈리아, 스페인, 그리고 롬바르드족이 지배한 이탈리아의 일부에서처럼 게르만과 로마적인 것이 융합한 국가는 태어나지 않았다.

## 문화
고트어 문학으로 남은 것은 울필라스의 성경과 다른 종교적인 저작 일부 뿐이다. 고트족의 법률로는 500년 테오도릭의 칙령 (라틴어)와 로마인 재상 카시오도로스의 저작이 남아있다.
한편 이 시기 보에티우스가 철학의 위안을 집필했다.

## 역대 왕
- 테오도릭 대왕(Theodoric, 고트어 Thiudareiks), 제위 454년 - 526년
- 아탈라릭(Athalaric), 제위 526년 - 534년
- 테오다하드(Theodahad), 제위 534년 - 536년
- 비티게스(Witiges), 제위 536년 - 540년
- 일디바드(Ildibad), 제위 540년 - 541년
- 토틸라(Totila), 제위 541년 - 552년
- 테이아(Teia), 제위 552년

## 같이 보기
- 5세기의 정치적 국가 목록